# Australonycteris
Australonycteris — це вимерлий рід рукокрилих з єдиним видом Australonycteris clarkae. Цей вид відомий за фрагментарними останками, знайденими у південно-східному Квінсленді, що датуються раннім еоценом, 54.6 мільйона років тому. Це найстаріший кажан з південної півкулі та один із найстаріших кажанів у світі, який населяв ліси та болота, їв комах і, можливо, дрібну рибу.
Типовим зразком є зуб. Матеріал був виявлений на родовище місцевої фауни Тінгамарра – гора Човнів, тип і єдине відоме місце знаходження скам'янілостей цього виду. Філогенетичний зв'язок з іншими Chiroptera є невизначеним, але це може бути раннім географічним розповсюдженням і відділенням від коронної клади таксонів кажанів, що зустрічаються на інших континентах.
Він мав довжину передпліччя 40–45 міліметрів, що робить його видом рукокрилих середнього розміру, і він міг ехолокувати. Australonycteris продемонстрував деякі відмінності в анатомії зубів порівняно з сучасними кажанами. Верхівка зуба A. clarkae демонструє знос, що відповідає носінню здобичі з твердим панциром, наприклад, жуків чи риби; розмір тіла цього виду робить хижацтво риби принаймні можливим. Вважається, що Australonycteris був повністю здатний до польоту.